# Regina Kanyu Wang

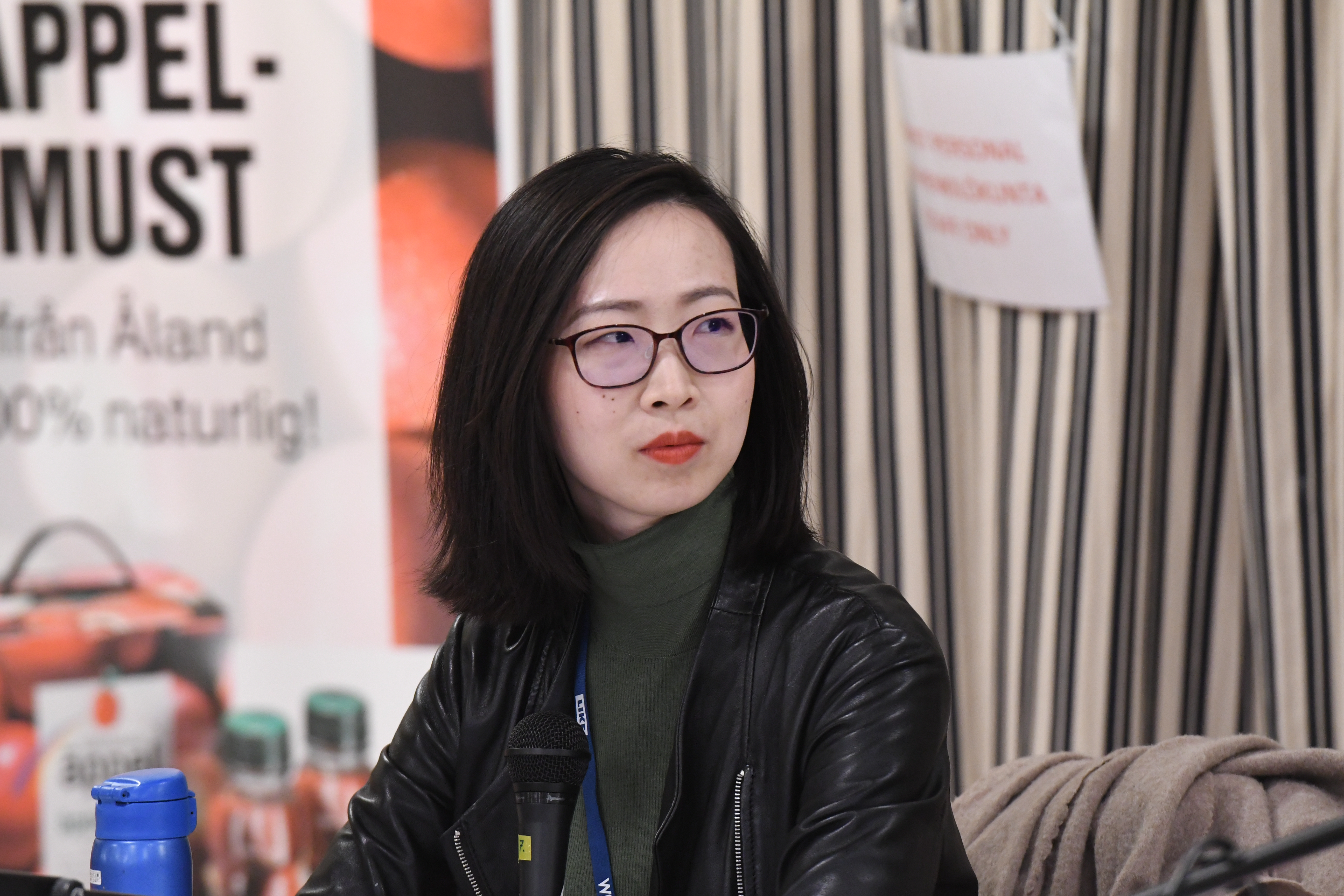
Regina Kanyu Wang

Regina Kanyu Wang (chinesisch 王侃瑜 Wáng Kǎnyú; * 1990 in Shanghai) ist eine chinesische Autorin von Science-Fiction und Essays zu diesem Genre. Ihre Arbeiten wurden erstmals 2015 veröffentlicht und sie erhielt schnell Anerkennung in Form einer Reihe nationaler Auszeichnungen. 2023 wurde sie für zwei Hugo Awards nominiert, einen für ihre Arbeit im Vorjahr für das Fanzine Journey Planet und einen für ihre 2022 erschienene Kurzgeschichte 火星上的祝融 („Zhurong auf dem Mars“).
Sie schreibt außerdem Sachbücher und akademische Essays, sowohl auf Chinesisch als auch auf Englisch.
Außerdem ist Regina Kanyu Wang Forscherin und promoviert derzeit im Rahmen des CoFUTURES-Projekts an der Universität Oslo, wo sie auch lebt.

## Bibliographie
- Brainbox (Kurzgeschichte); veröffentlicht im März 2018; auf Deutsch erschienen in der Anthologie Zerbrochene Sterne, ISBN 978-3-453-32058-1.
- Das Meeresfrüchterestaurant; Deutsch von Nora Fritsch und Jonathan Michel, Drachenhaus-Verlag 25.10.2024, ISBN 978-3-943314-74-8.